# Dock flottant

Fonctionnement comparé d'une forme de radoub et d'un dock flottant

Le dock flottant est une structure métallique particulière servant principalement à la réfection et réparations des bateaux.

## Principes
Contrairement à une cale sèche (ou forme de radoub) que l'on remplit et vide, il s'agit là d'une superstructure flottante qu'on immerge presque en totalité pour y faire entrer des bâtiments, puis qu'on élève au-dessus de l'eau pour mettre le navire à sec. Le système repose sur le principe des ballasts. Le dock flottant ne dispose pas de système de propulsion, il peut par contre être déplacé d'un endroit à un autre à l'aide de remorqueurs. Les sociétés de classification en contrôlent la construction ainsi que le suivi périodique et l'entretien.

## Historique
Inventé dans les années 1840 par les ingénieurs américains Staddort et Gilbert, il permet de réparer des navires dans des lieux ne disposant pas de cale sèche.

## Galerie

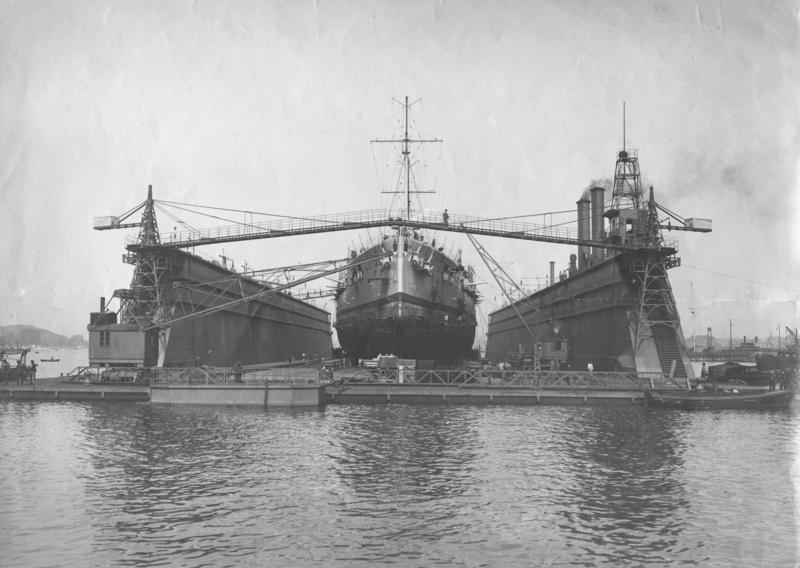
Dock flottant allemand en 1921.
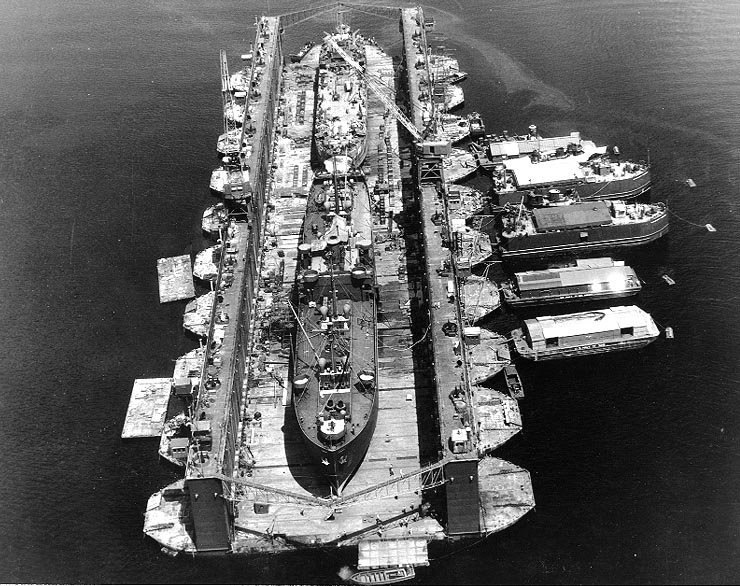
Dock flottant USS Artisan (ABSD-1) de la marine des États-Unis durant la guerre du Pacifique.
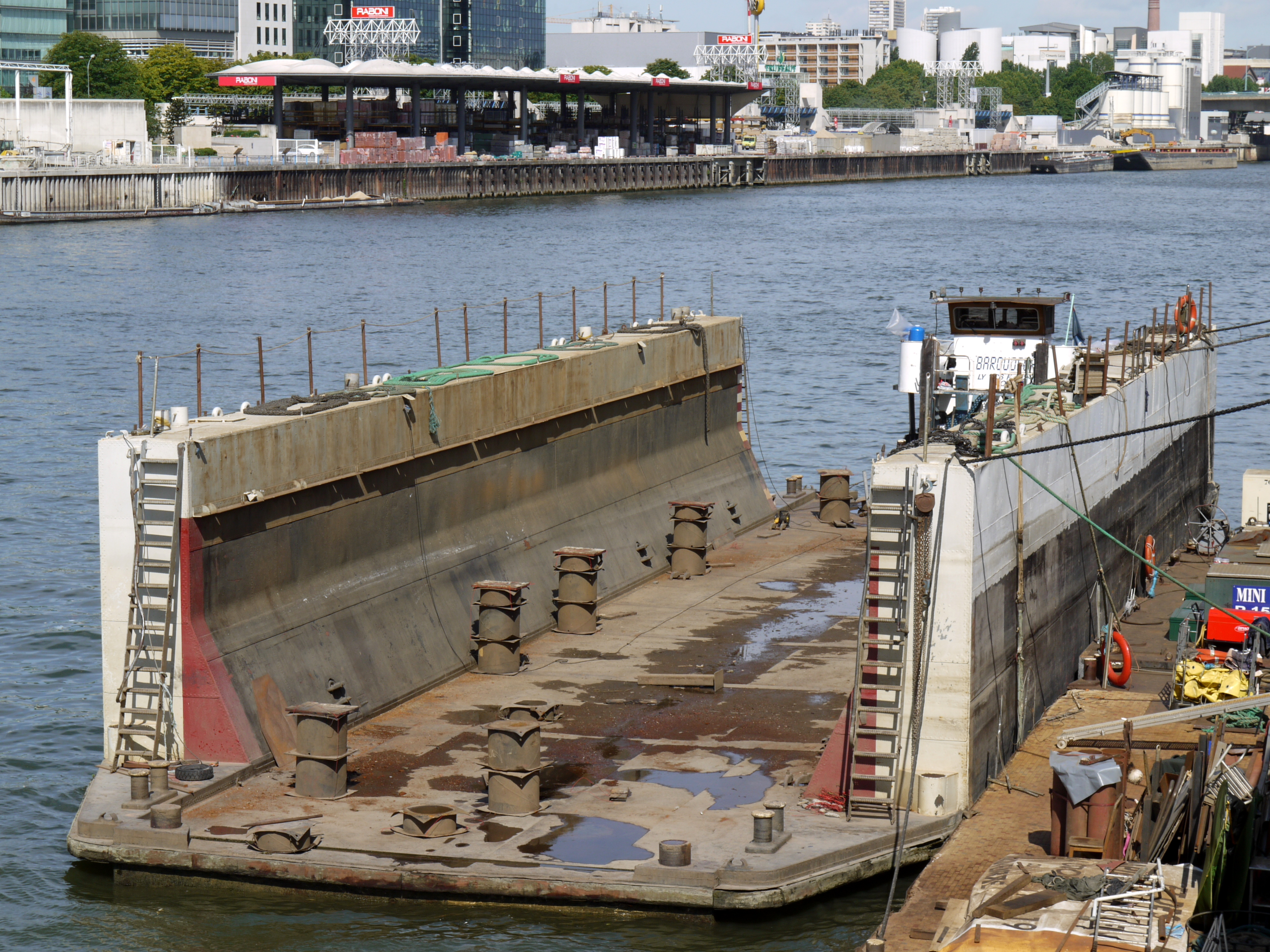
Dock flottant pour péniche sur la Seine.
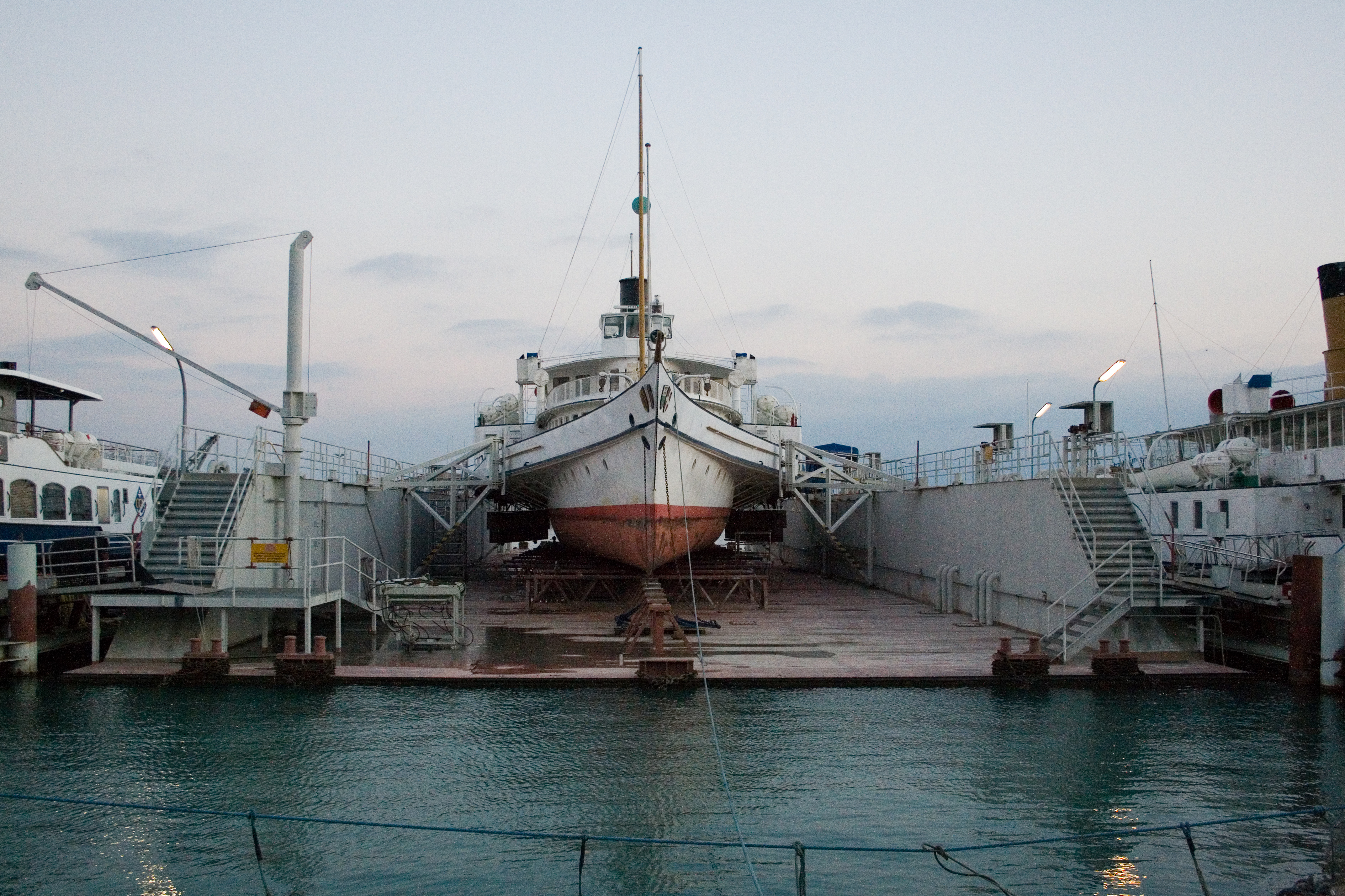
Dock flottant sur le lac Léman.